# Panza Kick Boxing
Panza Kick Boxing est un jeu vidéo de combat éditée par Loriciel au début des années 1990. Le jeu est parrainé par André Panza, ancien champion de kick boxing,,. Sa grande particularité est essentiellement liée au fait que les mouvements des boxeurs ont été recréés par la technique du rotoscoping,, ou rotoscopie, technique consistant à traiter des prises de vue réelles et à les convertir en images-clés d'animations (dans le cas présent par numérisation).
Une des particularités du jeu est que le joueur choisit lui-même les mouvements que son personnage pourra effectuer (14 mouvements parmi 55 disponibles).
Le jeu a été conçu par Pascal Jarry et Marc de Florès, programmé par Pascal Jarry sur Atari ST à l'origine, avec des graphismes de Marco de Flores et une musique de Michel Winogradoff. Il a été porté sur Amiga par Nicolas Massonnat.

## Postérité
Best of the Best: Championship Karate est similaire à Panza Kick Boxing, mais le nom d'André Panza n'apparaît pas, le nom des adversaires a été modifié, et les sessions d'entraînement ont été changées. Cette opération s'est effectuée à la faveur de l'arrêt de Loriciels et de la réouverture sous le nom de Loriciel.